# Jeff Gauthier

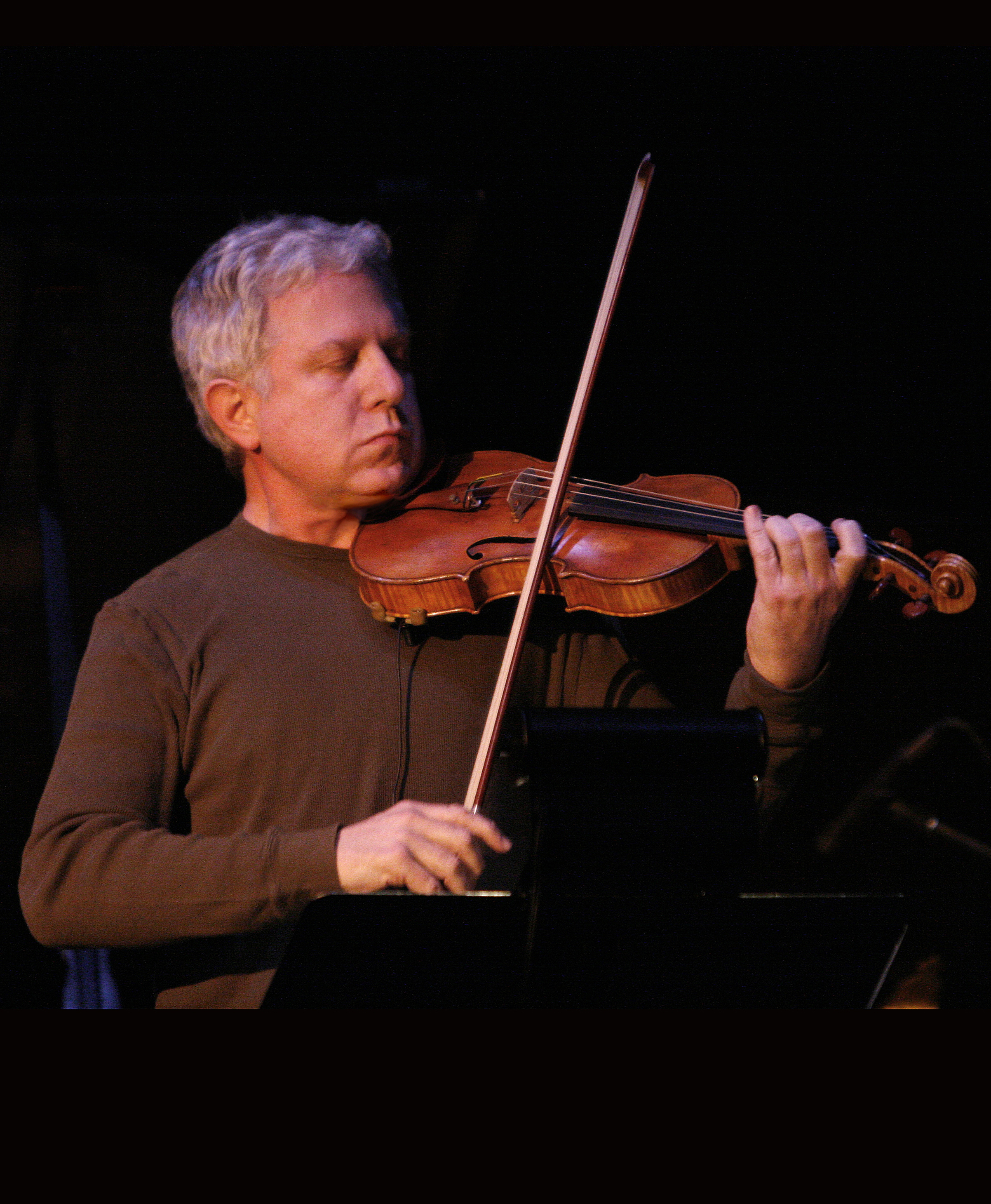
Jeff Gauthier

Jeff Gauthier (* 4. März 1954) ist ein US-amerikanischer Violinist, der sowohl in der klassischen Musik arbeitet als auch im Bereich des Modern Creative und der Neuen Improvisationsmusik. Auch ist er als Musikproduzent aktiv.

## Leben und Wirken
Gauthier wuchs in Los Angeles auf, wo er zunächst bei seiner Tante Violinenunterricht erhielt. Erste musikalische Vorbilder waren Jimi Hendrix, das britische Bluesrocktrio Cream und Miles Davis’ Fusionmusik. Nach der Highschool studierte er Violine und Musikwissenschaft am California Institute of Arts.
Er begann seine Musikerkarriere im Umfeld von Vinny Golia und den Musikern der kalifornischen Avantgarde-Szene; später wirkte bei Golias Album Decennium Dans Axlan (1992) mit. Außerdem arbeitete er mit John Cale und mit Yusef Lateef, aber auch im Bereich der klassischen Musik, wie mit der Milwaukee Symphony, dem Los Angeles Chamber Orchestra, der Los Angeles Music Center Opera, dem Los Angeles Mozart Orchestra und der Long Beach Symphony. Mit dem Oregon Bach Festival Orchestra and Chorus war er an Helmuth Rillings mit dem Grammy 2001 ausgezeichneter CD mit Pendereckis Credo beteiligt. Er arbeitete außerdem in den Studios an den Einspielungen vieler Film- und Fernseh-Soundtracks, wie der Musik zur Star-Trek-Reihe.
Nach seinem ersten eigenem Ensemble, dem Jeff Gauthier Goatette, spielte er 1978 mit dem Bassisten Eric Von Essen im Young Musicians Foundation Debut Orchestra, gründete dann mit Von Essen und den Zwillingen Alex und Nels Cline das Ensemble Quartet Music, das in den elf Jahren ihres Bestehens vier Alben aufnahm. 1987 spielte er mit den Cline-Brüdern, Hank Roberts, Von Essen und Aina Kemanis das ECM-Album The Lamp and the Star ein; dort setzte er auch die Viola ein.
Als Produzent war er an dem 1993/95 entstanden Album Chest und dem letzten Album Hold It Under a Faucet 7 von Alex und Nels Cline beteiligt. Ab 2003 arbeitete Gauthier außerdem im Quartett mit Gregg Bendian, Steuart Liebig und G. E. Stinson (Bone Structure). Unter eigenem Namen nahm Gauthier 1993 mit Von Essen, Alex Cline und dem Keyboarder David Whitham das Album Internal Memo für das Nine Winds Label auf; 1996 entstand The Present, 2002 nahm er Mask und 2006 One and the Same auf seinem Cryptogramphone-Label auf; 2008 erschien auf Cryptogramphone House of Return.
Gauthier arbeitete außerdem mit Devin Sarno, der norwegischen Band Ulver (Blood Inside) und Steuart Liebig (KammerStig, 2001).
Als Produzent war er in den 1990er Jahren an der Gründung der Avantgarde-Label Nine Winds und Delos Records beteiligt. 1998 gründete er das Cryptogramophone-Sublabel als Imprint. Als Produzent arbeitete er auch mit Alan Broadbent, Mark Dresser, Peter Erskine, Lou Levy, Jimmy Rowles, Stacy Rowles, Alan Pasqua und Don Preston. Auch ist er für das Programm der Neue-Musik-Reihe Inner Ear in Los Angeles verantwortlich.
Seine eigenen Werke wurden auch vom Eclipse Quartet aufgeführt.

## Diskografische Hinweise
- Internal Memo (Nine Winds, 1993)
- The Present (Nine Winds, 1996)
- Jeff Gauthier Goatette: Mask (Cryptogramophone, 2002)
- Jeff Gauthier Goatette: One and the Same (Cryptogramophone, 2006)
- House of Return (Cryptogramophone, 2008)
- Open Source (Cryptogramophone, 2011)